# Steven Théolier
Steven Théolier, né le 7 novembre 1990 à Chambéry est un skieur alpin franco-hollandais.
Spécialiste du slalom et intégré sur le tard dans le giron fédéral, il se révèle fin 2012 dès la 2e course de sa carrière disputée à Madonna di Campiglio lors d'un slalom au terme duquel il prend la 15e place.
Il est le petit-fils de l'ancien vainqueur du Tour de France 1968 Jan Janssen et fils de l'entraineur de l'équipe de techniciens italiens Jacques Théolier.
Le 8 avril 2016, il annonce son transfert vers l'équipe nationale des Pays-Bas afin de maximiser ses chances de participer aux mondiaux et aux Jeux olympiques.

## Biographie
Steven Théolier naît le 7 novembre 1990. Fils de Jacques Théolier, un entraineur réputé dans le monde du Ski alpin, le skieur français réalise de bonnes années chez les juniors bien qu'en marge du giron fédéral qui croit peu en lui. Soutenu par le comité de Savoie, Steven Théolier intègre en 2010 à 20 ans un groupe de jeunes skieurs qui lui permet de disputer des courses FIS et à l'occasion quelques coupes d'Europe. Auteur de bons résultats il grimpe les échelons qui lui permettent d'être retenu pour sa première épreuve de coupe du monde en décembre 2012 disputée à Val d'Isère. S'élançant lors du slalom avec le dossard 72, le jeune skieur échoue à 2 centièmes de seconde de la qualification . La semaine suivante lors du slalom de Madonna di Campiglio, le skieur mauriennais réalise un petit exploit pour sa 2e participation en coupe du monde en terminant 15e de la course malgré le dossard 68 sous les yeux de son père qui entraine les slalomeurs italiens.
Il participe ensuite aux Championnats du monde de Schladming, où il est 22e du slalom.

## Palmarès

### Championnats du monde
| Édition / Épreuve          | Slalom  |
| -------------------------- | ------- |
| Mondiaux 2013 Schladming   | 22e     |
| Mondiaux 2017 Saint-Moritz | Abandon |

### Coupe du monde
- Meilleur classement général : 94e en 2019.
- Meilleur résultat : 15e.

#### Classements
| Saison | Général | Slalom | Slalom géant | Super G | Descente | Combiné |
| ------ | ------- | ------ | ------------ | ------- | -------- | ------- |
| 2013   | 94e     | 36e    | —            | —       | —        | —       |

### Coupe d'Europe
- 1 victoire en slalom.